# الزام الناصب فی احوال الامام الغائب
الزام الناصب فی احوال الامام الغائب کتابی در مورد مهدویت به نویسندگی علی حایری بارجینی است.

## درباره الزام الناصب فی احوال الامام الغائب
علمای شیعه در طول دوران پرفراز و نشیب غیبت کبری، همواره پاسدار حریم مقدس تفکر شیعی، با همه ابعاد آن، اعم از فقه و حدیث و کلام بوده‌اند و در هر زمان احساس کرده‌اند، اشخاصی قصد نفوذ و تجاوز به این حریم مقدس را دارند و در صدد ایجاد شبهه در اذهان شیعیان می‌باشند با تمام توان خویش به مقابله با این شبهه افکنان پرداخته‌اند.
با توجه به تمرکز عمده علما اسلام بر فقه و اصول و حدیث و تدوین کتاب‌های عظیم فقهی و حدیثی، این امر مانع از پرداختن به موضوعات کلامی و وظیفه اصلی شان، یعنی دفاع از حریم اعتقادات شیعی و تبیین و ترویج جانمایه تفکر شیعی یعنی اصل امامت و ولایت نشده‌است و در میان موضوعات گوناگونی که علما سلف در ارتباط با این اصول بدان پرداخته‌اند، موضوع امام زمان# و غیبت وی جایگاه ویژه‌ای دارد که بسیاری از علما دربارهٔ آن کتاب و رساله‌هایی را تألیف نموده‌اند.
با یک نگاه گذرا در تذکرهها و دائرة المعارفها می‌توان به بیش از پنجاه اثر تنها با عنوان الغیبة اشاره نمود که قدیمی‌ترین آن‌ها از ابو محمد فضل بن شاذان (م۲۶۰ قمری) می‌باشد و صدها کتاب با عناوین دیگر توسط علما شیعه پیرامون این موضوع نگارش شده‌است و عده‌ای از بزرگان شیعه نیز به یک کتاب یا رساله اکتفا ننموده چند اثر از خود در ارتباط با این موضوع به یادگار گذاشته‌اند.